# Дрита (футбольный клуб, Боговинье)

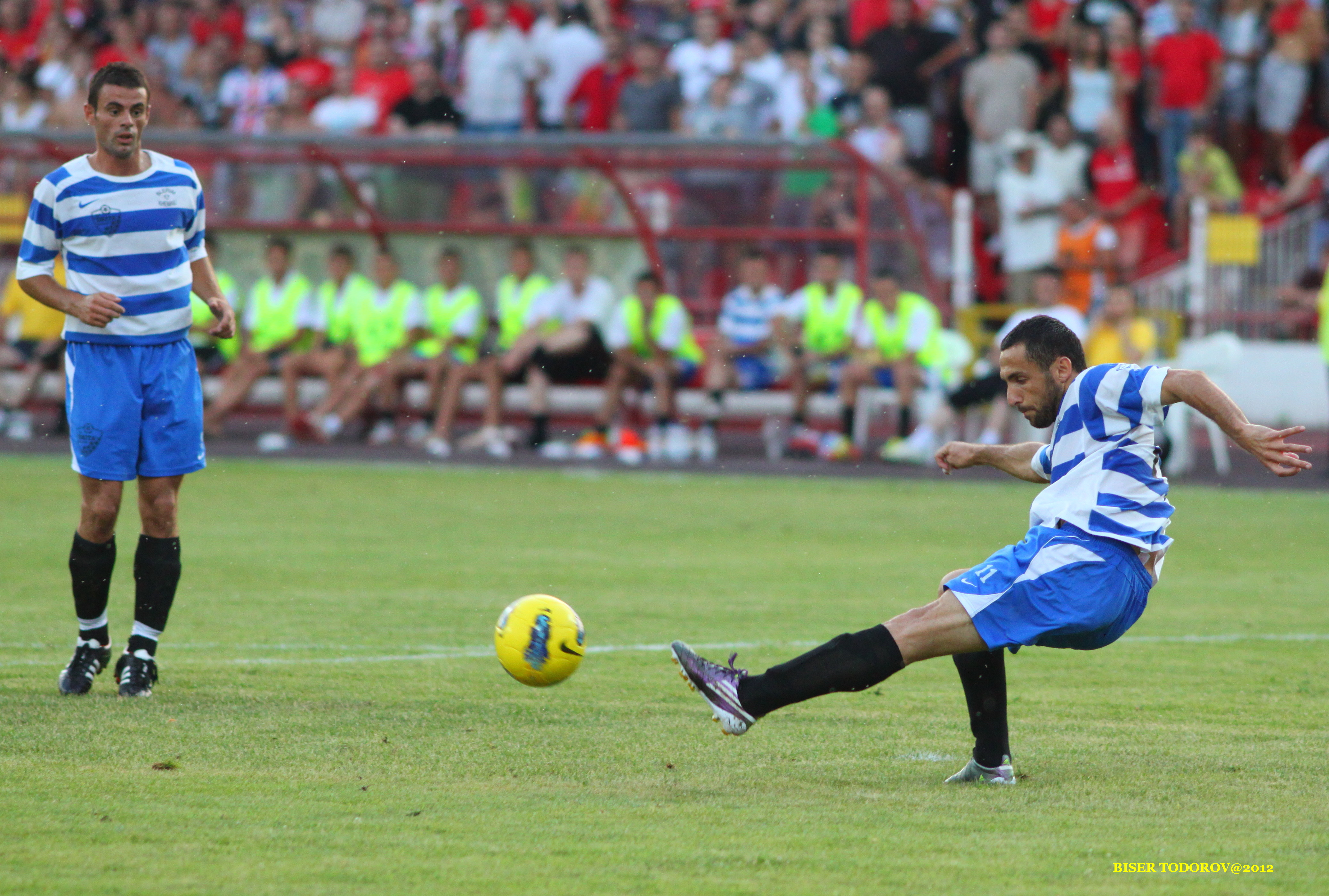
Игроки «Дриты» во время матча с софийским ЦСКА

«Дрита» (макед. Дрита) — северомакедонский футбольный клуб представляющий в чемпионате своей страны город Боговинье. Клуб основан в 1994 году, домашним стадионом клуба, является стадион «Градски», вмещающий 500 зрителей. Большую часть своего существования, команда провела во второй македонской лиге, заняв в которой второе место в сезоне 2011/12, клуб добился права в сезоне 2012/13 дебютировать в высшем дивизионе страны. В розыгрышах Кубка Македонии, лучшем результатом «Дриты», являются выходы в 1/4 финала в сезонах 2006/07 и 2009/10.

## Известные футболисты
- Неби Мустафи
- Ардижан Нухиджи